# Josh Zuckerman
Josh Zuckerman (ur. 1 kwietnia 1985 w Los Altos w stanie Kalifornia) – amerykański aktor filmowy, znany głównie z ról w takich filmach jak Kyle XY, Gotowe na wszystko, Sekspedycja czy 90210.
Filmografia
| Rok         | Film                          | Rola           | Uwagi |
| ----------- | ----------------------------- | -------------- | ----- |
| 2000        | Tajemniczy ogród              | Timothie       |       |
| 2001        | Noc wigilijna                 | Danny Wrigley  |       |
| 2002        | Austin Powers i Złoty Członek | Young Dr. Evil |       |
| 2002        | I Was a Teenage Faust         | Brendan Willy  |       |
| 2004        | Przetrwać święta              | Brian Valco    |       |
| 2005        | Feast                         | Hot Wheels     |       |
| 2005        | Pretty Persuasion             | Josh Horowitz  |       |
| 2009        | Sekspedycja                   | Ian Lafferty   |       |
| 2009 – 2010 | Gotowe na wszystko            | Eddie Orlofsky |       |
| 2011        | Storage                       | Ethan          |       |